# 明治公園
35°40′33.9″N 139°42′48.5″E / 35.676083°N 139.713472°E

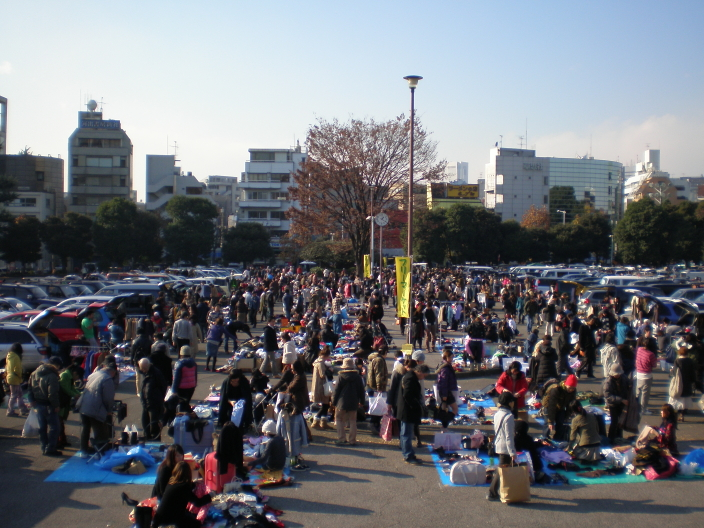
舉辦跳蚤市場的明治公園

明治公園（めいじこうえん）是位於東京都新宿區霞丘町與澀谷區千駄谷一丁目的都立公園。
位於明治神宮外苑旁、但不屬同個神宮管轄。在國立競技場決定作為東京奧運主會場時開始整建，1964年開園。目前由代代木公園管理事務所管理。

## 位置
公園用地被外苑西通分為東西兩側。西邊澀谷區側（千駄谷一丁目）有東京體育館、田徑場等，東邊新宿區側（霞丘町）有舉辦跳蚤市場的霞岳廣場。
附近有明治神宮棒球場（神宮球場）、國立霞丘陸上競技場（國立競技場）、日本青年館、秩父宮橄欖球場、聖德紀念繪畫館、神宮外苑、東京體育館、新宿御苑等。
因位在國立競技場旁，在競技場舉辦大型活動時，霞丘廣場成為觀眾的休息處（例如日本聯賽盃冠軍賽等）。

## 歷史
1974年7月28日，富士大石寺顯正會舉行「立正安國野外集會」。這場有3,000人參加的抗議隊伍往創價文化會館（創價學會本部）前進。
2012年10月6日、10月7日舉辦鐵道之日，是唯一一次在日比谷公園以外的場地舉行。

## 交通方式
- 澀谷區側的各設施，JR東日本中央、總武緩行線千駄谷站步行約3分、都營地下鐵大江戶線國立競技場站步行約2分、東京地下鐵銀座線外苑前站步行約15分（官方網站導覽）。
- 新宿區側的霞丘公園，距離千駄谷、國立競技場兩站較遠，外苑前站較近。
- 澀谷區社區巴士八公巴士（日语：ハチ公バス）「神宮之杜線」在霞丘公園旁設有「明治公園」公車站。

## 外部連結
- 都立公園、庭園介紹 （页面存档备份，存于）
- 去公園吧！ （页面存档备份，存于）